# Svartryggig nålnäbb
Svartryggig nålnäbb (Ramphomicron dorsale) är en fågel i familjen kolibrier.

## Utseende
Svartryggig nålnäbb är en 9–10 cm lång kolibri med mycket kort och något nedåtböjd näbb. Hos hanen är ovansidan sammetssvart med en vit fläck bakom ögat och purpur- och bronsspetsade övre stjärttäckare. Undertill är den olivgrön på strupen och i övrigt mörkgrå med inslag av rostrött och gröna fläckar. Den lilasvarta stjärten är rätt lång och djupt kluven med bredare yttre stjärtpennor. Honan är grönglänsande ovan och med övre stjärttäckarna teckande som hanen. Undersidan är beigevit med några gröna fläckar. Stjärten liknar hanens men är kortare och med yttre stjärttäckare.

## Utbredning och systematik
Fågeln förekommer enbart i Sierra Nevada de Santa Marta i nordöstra Colombia. Den behandlas som monotypisk, det vill säga att den inte delas in i några underarter.

## Status
IUCN kategoriserar arten som nära hotad.